# Georg Friedrich vom Holtz zu Niederholz
Georg Friedrich vom Holtz zu Niederholz (* 1. November 1597 in Rudersberg; † 10. August 1666) war ein schwäbischer Reichsritter und Offizier im Dreißigjährigen Krieg. Er kämpfte im Krieg auf beiden Seiten, sowohl in ligistisch-bayerischen Diensten auf Seiten des Kaisers als auch zwischenzeitlich in protestantisch-württembergischen gegen Kaiser und Katholiken. Zuletzt stand er im Rang eines bayerischen Generalfeldzeugmeisters. Er war ein Angehöriger des schwäbischen Adelsgeschlechts vom Holtz.

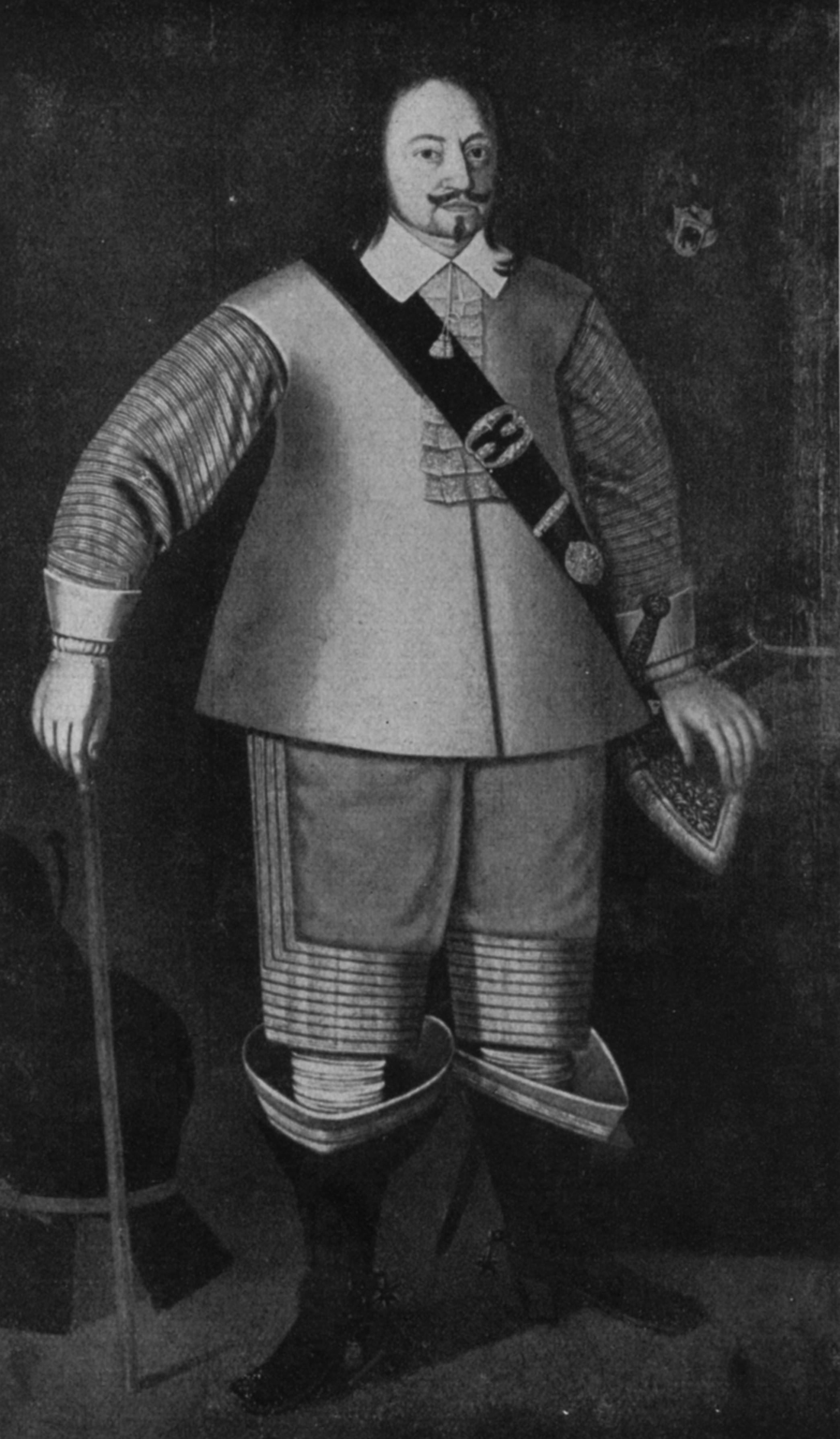
Georg Friedrich vom Holtz, Gemälde von 1649

Der Namenszusatz zu Niederholz bezieht sich nicht auf einen damals oder heute existierenden Ort. 

## Leben
Geboren wurde Georg Friedrich vom Holtz als Sohn des gleichnamigen Vaters und der Mutter Anna von Gaisberg. Seine Eltern lebten in Welzheim, das im Jahr 1597 von der Pest heimgesucht wurde. Trotz ihrer Flucht in den bei Breitenfürst gelegenen Weiler Tierbad steckte der Vater sich an und starb sechs Wochen vor der Geburt des Sohnes. Die Mutter suchte Schutz bei ihren Eltern auf Burg Waldenstein bei Rudersberg, erhielt aber keinen Einlass in die Burg, sondern nur eine Wohnung im Vorhof zugewiesen. Unmittelbar vor der Geburt soll sie in den nahen Wald gegangen sein, wo sie Georg Friedrich zur Welt brachte. Landleute brachten Mutter und Kind auf die Burg, wo die Mutter bald an Krankheit starb. Georg Friedrich lebte zunächst bei seinen Großeltern Hans Georg von Gaisberg († 1598) und Anna Maria Nothaftin von Hohenberg beziehungsweise dem zweiten Ehemann der Großmutter Franz von Eltershofen († 1609) auf Schloss Adelstetten. Später zogen ihn seine Onkel Ernst von Gaisberg in Schnait im Remstal und Hans Ludwig in Geislingen an der Steige auf.
Vom Holtz schloss sich Anfang 1619 angesichts allgegenwärtiger militärischer Rüstungen dem würzburgischen Regiment Baur von Eyseneck in der Armee der Katholischen Liga an. Sein letzter Obervormund Carl Schenk von Limpurg-Schmiedelfeld legte daraufhin die Vormundschaft nieder aus Protest, dass Holtz sich gegen die eigene Religion stelle. Georg Friedrich war Teilnehmer am Böhmischen Krieg mit der Schlacht am Weißen Berg und an den Kämpfen in der Unteren Pfalz mit den Schlachten bei Wiesloch und Wimpfen. Bei den Belagerungen von Heidelberg und Mannheim im Jahr 1622 erlitt Holtz als Leutnant jeweils eine Verwundung. 1623 zog er mit dem Heer der Liga nach Norddeutschland und nahm an der Schlacht bei Stadtlohn teil, in der die Protestanten unter Christian von Braunschweig entscheidend geschlagen wurden. Nach dem vorläufigen Ende der Kampfhandlungen kam es zu Meutereien im katholischen Heer; für die Niederschlagung einer Meuterei im eigenen Regiment wurde Holtz von General Johann t’Serclaes von Tilly, der das Regiment persönlich übernahm, zum Hauptmann befördert. Im folgenden Niedersächsisch-Dänischen Krieg wehrte er 1625 einen Angriff Christian von Braunschweigs auf das ligistische Hauptquartier in Bockenem ab. 1626 nahm er an der Belagerung Göttingens und der Schlacht bei Lutter teil, 1628 an der Eroberung Stades.
General Tilly erklärte ihm 1630, dass er als Protestant wegen seiner Konfession kein „Avancement“ erwarten dürfe und legte ihm eine Konversion nahe, weil Ligaoberhaupt Maximilian von Bayern nur Katholiken in hohen Offiziersposten duldete. Nach der verlorenen Schlacht bei Breitenfeld 1631, in der erfolgreich den Rückzug seines Regiments sichern konnte, nahm er seinen Abschied und trat bald nach der Rückkehr in seine Heimat als Oberstleutnant in Dienste Württembergs, das sich gegen den habsburgischen Kaiser gestellt hatte. D Beim Versuch, das habsburgische Vorderösterreich unter Kontrolle zu bringen, nahm er 1633 an der Eroberung der Reichsstadt Rottweil und vergeblichen Belagerungen von Villingen und Konstanz teil. Vor Konstanz kämpfte er an der Seite der Schweden unter Gustaf Horn.

### Die Wasserbelagerung von Villingen von 1634

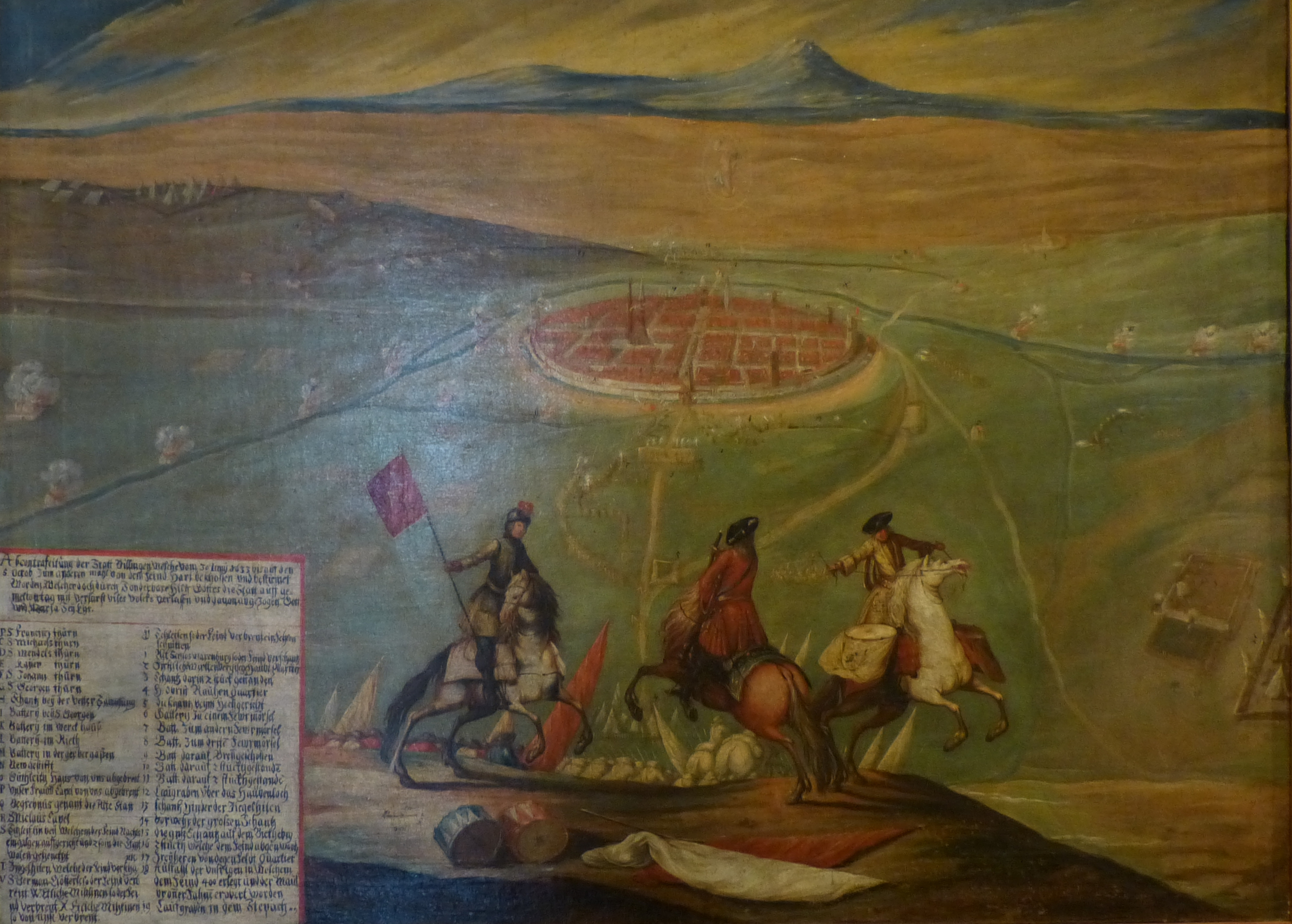
Belagerung Villingens, Gemälde im Franziskanermuseum Villingen-Schwenningen

Mit dem 18./28. Februar 1634 übernahm er das Kommando über ein neu zusammengestelltes Regiment, um Vorbereitungen zu einer erneuten Belagerung Villingens zu treffen. Von Rottweil aus nahm er am 13. April Vöhrenbach ein, doch die Villinger attackierten ihn hier so stark, dass er nach Hochemmingen ausweichen musste (1. Mai). Von hier aus rekognoszierte er Villingen. Herzog Eberhard sandte ihm seinen Baumeister Marx Eysenkrämer „um vor Villingen ein und ander Werk, wie es die Notdurft erfordern wird, zu bauen und verfertigen“. Als weiteren Helfer sandte ihm Gustaf Horn den Oberst und späteren Marschall Jean de Gassion mit einem in schwedischen Diensten stehenden und wohl hauptsächlich französischem Reiterregiment, dem Régiment de Gassion. Am 6./16. Mai 1634 versuchte er, die ausfallenden Villinger Truppen von dem Stadttor wegzulocken, was ihm nicht gelang. Später wurde er vor Villingen verwundet.
Nachdem nun unklar war, wie man weiter vorgehen wollte, kam auch auf Druck Herzog Eberhards der Vorschlag auf, „Villingen ins Wasser“ zu setzen. Die Schanzarbeiten erforderten weitere Fachleute, so kamen der Werkmeister Kilian Kesenbroth und der Feuerwerker, Artillerie- und Zeugmeister Friedrich Reichstetter dazu. Im Juli waren die Schanzarbeiten fertig und man begann, den Damm zu errichten. Dieser sollte so bald als möglich angeflutet werden, doch es kam nicht mehr zur Fertigstellung, denn nach der Niederlage von Nördlingen befahl Herzog Eberhard am 29. August den Rückzug, der vom 30. August bis zum 9. September erfolgte. Als erster verließ Konrad Widerholt mit hundert Musketieren das Feldlager. So entkam Villingen der Wassernot.

### Rückkehr in bayerische Dienste
Während Württemberg nach der Niederlage von Nördlingen unter feindliche Besatzung geriet, zogen sich die Truppen des Herzogs und der verbündeten Schweden unter dem Rheingrafen Otto Ludwig nach Straßburg zurück. Ende September schlugen Karl von Lothringen und Johann von Werth in der Schlacht an der Straßburger Brücke den Rheingrafen und drängten ihn über den Rhein, Holtz konnte aber die Rheinbrücke gegen die Angriffe der Gegner behaupten. Der nach Speyer geflüchtete Herzog Eberhard beförderte Holtz Anfang Oktober zum Oberst. Nachdem Johann von Werth im Januar 1635 Speyer erobert und die Räte des Herzogs gefangen genommen hatte, befehligte Holtz Anfang März die Vorhut Bernhards von Sachsen-Weimar bei der Rückeroberung der Stadt. Im Juni verteidigte er vergeblich Worms gegen die Kaiserlichen unter Matthias Gallas und Giulio Diodati, musste aber auf Druck des Stadtrats kapitulieren. Im Oktober wurde sein Regiment abgedankt; Holtz lehnte ein Angebot ab, in französische Dienste zu treten und kehrte auf seine Güter in Alfdorf zurück.
1638 kehrte er in bayerische Diensten in den Kriegsdienst zurück, nun wieder als Verbündeter des Kaisers. Er übernahm 1639 das ehemalige salzburgische Fußregiment Mortaigne und wurde Generalquartiermeister der bayerischen Armee. Nach der Rückeroberung und Kapitulation der Stadt Überlingen ernannte ihn Feldmarschall Franz von Mercy am 10. Mai 1644 zum neuen Kommandanten.
Ab 1644 teilte er sich mit dem Ritterrat Hans Albrecht von Woellwarth die Aufgaben eines Direktors des Ritterkantons Kocher, in dem er aufgrund des württembergischen Lehens Alfdorf Mitglied war. Spätestens ab 1645 trug er auch den Titel eines Direktors, ohne dass er jemals durch das Plenum des Kantons gewählt worden wäre. Aufgrund seiner Verpflichtungen als bayerischer Generalquartiermeister wurde die Aufgabenteilung mit Woellwarth vorerst beibehalten, Holtz nahm vor allem die diplomatische Seite des Direktoren-Amtes war, während die bürokratischen Aspekte durch Woellwarth abgedeckt wurden. Erst nach Kriegsende versah Holtz auch diese Aspekte des Amtes. Seine Amtsführung galt als energisch und bestimmend.
Nach der Reorganisation der Armee nach der Werth'schen Revolte 1647 war er kurbayerischer Generalfeldzeugmeister und überzeugter Anhänger Maximilians I. von Bayern.

## Besitztümer
1628 erwarb er für sich und seine Familie das Untere Schloss in Alfdorf. 1633 versprach ihm Gustaf Horn auf Wunsch Herzog Eberhards von Württemberg das ellwangische Lehnsgut Leinzell im Oberamt Gmünd, welches er dann jedoch nicht erhielt. 14. April 1640 erhielt er von Herzog Eberhard das Obere Schloss Alfdorf für geleistete Kriegsaufwendungen.